# Kury (województwo mazowieckie)
Kury – wieś w Polsce położona w województwie mazowieckim, w powiecie wołomińskim, w gminie Tłuszcz. Ma status sołectwa. Leży na Równinie Wołomińskiej, będącej częścią Niziny Środkowomazowieckiej, nad strugą Rynia w pobliżu jej ujścia do Cienkiej.
Wieś oddalona o 4 km. od Tłuszcza, o 20 km. od Wołomina, o 41 km. od Warszawy.
W latach 1975–1998 miejscowość administracyjnie należała do województwa ostrołęckiego.
Wierni Kościoła rzymskokatolickiego należą do parafii św. Stanisława w Postoliskach.

## Części wsi
| SIMC    | Nazwa   | Rodzaj    |
| ------- | ------- | --------- |
| 0521704 | Balcery | część wsi |
| 0521710 | Ołdaki  | część wsi |
| 0521727 | Zapole  | część wsi |

## Historia
Wieś Kury znajduje się na terenach wchodzących w skład parafii Postoliska, będącej jedną z najstarszych parafii na terenie obecnego powiatu wołomińskiego. Po włączeniu Mazowsza do Korony, w 1526, wieś znajdowała się w powiecie kamienieckim w Ziemi nurskiej. Rozwijała się tu już za czasów Księstwa Mazowieckiego, gospodarka leśna (głównie bartnictwo), a później rolnictwo. Okolice tutejsze stanowiły wówczas dobra lenne drobnego rycerstwa mazowieckiego, które zainteresowane było wyrębem lasów pod uprawę roli.
Następnie, od 1867 wieś Kury należała do powiatu radzymińskiego, gminy Międzyleś.
Po upadku Powstania Styczniowego w Królestwie Polskim, wieś Kury, która w XVIII wieku wchodziła w skład dóbr rodu Zamoyskich, została z nich wydzielona, w ramach ukazu carskiego o reformie rolnej z 1864 r.
W księgach metrykalnych, prowadzonych przez parafię Postoliska, w zapisach z początku XVII wieku, nazwa wsi, występuje z dopełniaczem Kąty - (tak nazywano dawniej osady zakładane pośród lasów, celem wyrębu drzewa, stosowanego do wyrobu: potażu, smoły, klepek, wytopu szkła itd.). Była więc nazwa wsi zapisywana jako: Kąty Kurowe, a później Kąty-Kury.